# Дмитриев, Аполлон Аполлонович
Аполлон Аполлонович Дмитриев, Дмитриев 2-й (5 октября 1863 — 12 сентября 1914, Москва) — русский морской офицер, контр-адмирал (1914). Участник русско-японской войны, Первой мировой войны.

## Биография
Родился 5 октября 1863 года, дворянин, православный. Сын Аполлона Ивановича Дмитриева (1835—1888) и Александры Александровны Дмитриевой (1836—1911). В службе с 1880 года. Закончил Морской кадетский корпус в 26 ноября 1883 года, мичман (26.11.1883).
Лейтенант (21.04.1891). Закончил Николаевскую морскую академию в 1900 году по 1-му разряду. Командир миноносца № 203 и миноносца «Боевой» (1902—1903). Старший офицер минного крейсера «Гайдамак» (1903). На госпитальном судне «Ангаре» (старший офицер 1.01.1904 — 06.02.1904).
Участник русско-японской войны, участник обороны Порт-Артура. Командир миноносца «Лейтенант Бураков» (6.02.1904 — 18.03.1904). На броненосце «Пересвет» старший офицер (28.03.1904 — 29.07.1904 и 24.11.1904 — 01.01.1905). Капитан 2 ранга (28.03.1904), врид командира (29.07.1904 — 24.11.1904). Легко отравлен газами при попадании снаряда 27 июля 1904 года. В бою 28 июля 1904 года легко контужен. В августе-сентябре 1904 года на излечении в госпитале. После сдачи крепости Порт-Артур 20 декабря 1904 года находился в японском плену. 13 ноября 1905 года был отпущен в Россию.
На Черноморском флоте. Командир минного крейсера «Казарский» (1906). Командир новейшего эсминца «Лейтенант Шестаков» (23.10.1906 — 1911). Капитан 1-го ранга (18.04.1910). Начальник 2-го дивизиона миноносцев минной дивизии Чёрного моря (1911). Командир броненосца «Иоанн Златоуст» (19.12.1911 — 10.09.1914). Участник Первой мировой войны на Чёрном море. Контр-адмирал с увольнением от службы по болезни (10.09.1914). Скончался 12 сентября 1914 года в Москве от заражения крови.

## Награды
- Орден Святого Станислава 2-й степени с мечами за бои 26-27 января 1904[1].